# Борис Руменов
Борис Николов Руменов е български писател хуморист, актьор, издател на хумористичното списание „Барабан“. Известен е с псевдонима си Борю Зевзека. Убит след Деветосептемврийския преврат.

## Биография
Роден е на 27 декември 1884 в Цариброд, където израства. Завършва Първа мъжка гимназия в София. Започва да следва литература в Софийския университет. Решава да продължи образованието си във Виена и е финансово подпомогнат основно от своята баба. Увлича се от театър и там се записва в театрална школа. Две години по-късно баба му, след като научава, че Борис я заблуждава за учението си, прекратява издръжката му. той довършва образованието си по драматургия и актьорско майсторство в Загреб. Стажува в театъра във Фиуме (днес – Риека).
След като се завръща в България с успех дебютира в Народния театър. Започва редовно да сътрудничи на хумористичните страници на периодичния печат. В София вече излиза хумористичното списание „Барабан“ (1908 – 1921). Групата около списанието става известна под прозвището „Барабанистите“. Борис Руменов се присъединява към тях, отначало като автор, отговорен редактор на списанието (септември 1908 г.), а по-късно и като главен редактор (1909 г.). В кръга около списанието попадат много ярки и забележителни личности от онази епоха – Чудомир, Александър Божинов, Райко Алексиев, Димчо Дебелянов, Димитър Подвързачов, Христо Смирненски, както и почти напълно забравените днес Йордан Сливополски (Пилигрим), Сава Злъчкин, Никола Костов (Червен лиляк), Георги Каназирски (Верин), Страшимир Кринчев, Август Розентал и мн. др. Списанието има голям успех със своя свеж хумор, духовна разкрепостеност и свобода. Някъде по това време Борис Руменов получава своя псевдоним Борю Зевзека, с който остава в историята.
От 1912 до 1918 г. Борис Руменов участва и в трите войни за национално обединение на България: Балканската, Междусъюзническата и в Първата световна война. По време на Балканската война служи в 12-а лозенградска дружина на Македоно-одринското опълчение като адютант на командира Трифон Кунев. По-късно завършва Школата за запасни офицери. През Първата световна война достига до чин поручик. Сражава се в Сърбия като офицер в 3-та рота на 25-и драгомански полк. През войните получава три ордена „За храброст“, ранен е. Същевременно през 1913 г., след Балканската война, участва във формирането на един от първите фронтови театри – „Полеви военен театър“, към Първа пехотна софийска дивизия. Руменов основава войнишка трупа, привлича артисти, сред които са Стефан Македонски, Кирил Петров, писателят Крум Кюлявков. Той формира репертоара на трупата, като най-забележителна е пиесата „Балканската комедия“, която се играе с огромен успех по време на Първата световна война (често на самата бойна линия). 
След демобилизацията през 1919 г. Борис Руменов възстановява „Барабан“ вече като издател. Но списанието вече не е същото. Много от неговите сътрудници са паднали на бойното поле. Заедно с работата си по списанието той списва и хумористичните страници на вестниците „Утро“ и „Дневник“. През 20-те се увлича по киното. През 1928 г. изпълнява главна роля в комедията на Борис Грежов „Весела България“. Играе в компанията на Мими Балканска и на съпругата си Цветана Руменова. През този период, 20-те и 30-те години, и по-късно, другарува с ярки личности като Елин Пелин, Александър Балабанов, Теодор Траянов, Кръстю Сарафов, Сирак Скитник, Константин Щъркелов, Борис Денев, Димитър Гюдженов, Дечко Узунов, Димитър Пешев.
Друга странична област на животът, която го вълнува, е птицевъдството. Отглежда породисти кокошки, явява се на конкурси и печели награди. Става инициатор за създаването на Софийското птицевъдно дружество „Птица“. Като председател на това дружество взима участие в международния живот на птицевъдите – във форуми в Нови Сад, Рим, Варшава. Редактира рубриката „Птицевъдство“ на вестник „Заря“. Във връзка с това му увлечение хумористичните страници на „Утро“ и „Дневник“ са озаглавени „Кукуригу“ и „Кудкудяк“.
Борис Руменов никога не участвал в политическия живот. По време на Втората световна война остава настрани от страстите към едната или другата страна. Идва 9 септември 1944 г. – преломна дата не само в историята на страната, но и в съдбите на хората.
На 10 октомври 1944 г. вечерта, в дома на семейството на ул. „Добри Войников“ №29, идват двама въоръжени. Единият и до днес остава неизвестен, другият е младият тогава поет и бивш партизанин Станислав Вихров. 
Казват на Борис Руменов, че е арестуван, да си вземе някои неща и го извеждат. Повече никой не го вижда жив. Трупът му, надупчен от куршуми, е открит в коритото на Перловската река. 
След години вдовицата му Цветана запитва убиеца защо е застрелял мъжа ѝ. Станислав Вихренов отговаря: „Помислих го за Елин Пелин“.

## Памет
На Борис Руменов е наречена улица в кварталите „Кръстова вада“ и „Витоша“ в София (Карта).
Личният му архив се съхранява във фонд 78К в Централен държавен архив. Той се състои от 55 архивни единици от периода 1905 – 1973 г.